# Bror Kanin
 Bror Kanin  viste sig som tegnefilmfigur i den af Walt Disney producerede spillefilm Song of the South, hvor en afroamerikaner fortæller børn eventyr og disse eventyr vises som tegnefilmsekvenser. Han stammer fra gamle sydstatseventyr og er en snedig kanin, der altid vinder over sine fysisk stærkere fjender ved sin klogskab. Sådan blev han også fremstillet i tegneserierne, men her kan han også være uartig og drillesyg og derfor i visse historier nærmere en skurk. Han er også blevet kaldt Morten Hare, når han optræder i historier om Lille Stygge Ulv.